# Pelecopsidis
Pelecopsidis frontalis és una espècie d'aranya araneomorfa de la subfamília Erigoninae, dins de la família Linyphiidae. És l'únic membre del gènere monotípic Pelecopsidis.
És un endemisme dels Estats Units.
Fou descrit per primera vegada per S. C. Bishop i C. R. Crosby l'any 1935,